# دارالفنون تبریز
دارالفنون تبریز یا «مدرسه مظفریه»، دومین مدرسه آموزش عالی در تاریخ معاصر ایران محسوب می‌شود که در دوران ولایتعهدی مظفرالدین میرزا به سبک دارالفنون تهران، در تبریز تأسیس گردید. این اثر در تاریخ ۱۳۸۵٫۱۲٫۰۶ خورشیدی به شمارهٔ ۱۷۵۰۰ در فهرست آثار ملی ایران به ثبت رسیده‌است.
دارالفنون تبریز سالانه بین ۵۰ تا ۷۰ محصل برای دوره‌های روزانه و شبانه‌روزی می‌پذیرفت. این مدرسه عالی نخستین نشریه دانشگاهی تبریز به نام ورقه یا «ارگان دارالفنون تبریز» را منتشر می‌کرد. ایرج میرزا شاعر تبریزی، معاون «دارالفنون تبریز» و همچنین مسئول نشریه «ورقه» بود.